# Pavel Mareš
Pavel Mareš (* 18. Januar 1976 in Otrokovice) ist ein ehemaliger tschechischer Fußballspieler.

## Karriere
Mareš spielte in seiner Jugend für Jiskra Otrokovice, VTJ Hulín und Baník Ratíškovice. Anfang 1997 wechselte er zum damaligen Zweitligisten FC Zlín, wo er regelmäßig in der Abwehr eingesetzt wurde. Anfang 1999 ging er zu Bohemians Prag, wo er sich zu einem der besten Linksverteidiger Tschechiens entwickelte. Das entging weder Nationaltrainer Karel Brückner, der ihn am 12. Februar 2002 im Testspiel gegen Ungarn debütieren ließ, noch Sparta Prag, das ihn im Januar 2002 verpflichtet hatte. Bei Sparta blieb Mareš allerdings nur ein Jahr und wechselte Anfang 2003 zu Zenit St. Petersburg, das damals sein ehemaliger Coach Vlastimil Petržela trainierte. Dort gehörte Mareš zum Stamm und machte 78 Spiele und neun Tore in drei Jahren. 
Ende August 2006 stand Mareš vor einem Wechsel zu den Bolton Wanderers in die englische Premier League, scheiterte letztlich aber an physischen Tests. Anfang 2007 wechselte Mareš zu Sparta Prag. Für die Profimannschaft absolvierte er allerdings nur zwei Spiele und wurde ansonsten in der B-Mannschaft eingesetzt. Ende Januar 2009 löste Sparta den Vertrag mit dem Abwehrspieler auf. Anfang Februar 2009 wechselte Mareš zum Zweitligisten FC Vysočina Jihlava. Seit 2010 spielt Mareš für den Fünftligisten FC Přední Kopanina.

## Nationalmannschaft
Mareš gehörte sowohl dem Kader für die Europameisterschaft 2004, als auch dem für die Weltmeisterschaft 2006 an.